# Santo Tomás La Unión
Santo Tomás La Unión är en kommunhuvudort i Guatemala.   Den ligger i departementet Departamento de Suchitepéquez, i den sydvästra delen av landet, 90 km väster om huvudstaden Guatemala City. Santo Tomás La Unión ligger 799 meter över havet och antalet invånare är 7 081.
Terrängen runt Santo Tomás La Unión är kuperad åt sydväst, men åt nordost är den bergig. Runt Santo Tomás La Unión är det ganska tätbefolkat, med 248 invånare per kvadratkilometer. Närmaste större samhälle är Santiago Atitlán, 16,6 km öster om Santo Tomás La Unión. I omgivningarna runt Santo Tomás La Unión växer huvudsakligen savannskog.